# 普法伊费尔
普法伊费尔（Pfeiffer，Pfeifer）可以指：
- 于尔根·普法伊费尔（德語：Jürgen Pfeiffer，20世纪－）, 德國男子賽艇運動員。
- 约尔格·普法伊费尔（德語：Jörg Pfeifer，1952年3月19日－）, 德國男子田徑運動員，主攻短跑。
- 斯特凡·普法伊费尔（德語：Stefan Pfeiffer，1965年11月15日－），德国男子游泳运动员。

|  | 本页或本分段罗列了姓氏为「普法伊费尔」的人物。 如果是一个指代特定个人的内链将您引导到本页，請考慮修正該人物的名字以將链接指向正確的條目。 |